# کارو خاچاطوریان
کارو ارانی خاچاطوریان (ارمنی: Կարո Էրանի Խաչատուրյան؛  زادهٔ ۷ ژانویهٔ ۱۹۰۹ - درگذشته ۲۹ مارس ۱۹۹۳) یک شیمی‌فیزیک‌دان و استاد اهل ارمنستان بود.

## زندگی‌نامه
در ۱۲ مارس [سبک قدیمی: ۲۷ فوریه] ۱۹۰۹ یا ۷ ژانویهٔ ۱۹۰۹ در شهرستان باسِن به دنیا آمد و از دانشکده شیمی دانشگاه دولتی مسکو (۱۹۳۵) فارغ‌التحصیل شد. وی در آکادمی نیروی دریایی نیکولای کوزنزوف  و دانشگاه دولتی ایروان فعالیت می‌کرد.  وی همچنین برنده دانشمند شایسته ارمنستان شوروی (۱۹۶۷) شده است. وی در ۲۹ مارس ۱۹۹۳ در سن ۸۴ سالگی در ایروان درگذشت و در آرامستان مرکزی ایروان (توخماخ) به خاک سپرده شد.

## یادداشت
1. ↑  տեխնիկական գիտությունների դոկտոր
2. ↑  Ն. Գ. Կուզնեցովի անվան ռազմածովային ակադեմիա